# 조광제
조광제 (1980년 3월 17일 ~ )는 대한민국의 수영 선수이다. 1996년 하계 올림픽에서 두 가지 경기에 출전했다.